# La Chapelle-Craonnaise
Pour les articles homonymes, voir La Chapelle.
La Chapelle-Craonnaise est une commune française, située dans le département de la Mayenne en région Pays de la Loire, peuplée de 315 habitants.
La commune fait partie de la province historique de l'Anjou (Haut-Anjou).

## Géographie
La commune est située dans le sud-Mayenne.

### Climat
Pour des articles plus généraux, voir Climat des Pays de la Loire et Climat de la Mayenne.
En 2010, le climat de la commune est de type climat océanique altéré, selon une étude du CNRS s'appuyant sur une série de données couvrant la période 1971-2000. En 2020, Météo-France publie une typologie des climats de la France métropolitaine dans laquelle la commune est exposée à un climat océanique et est dans la région climatique  Bretagne orientale et méridionale, Pays nantais, Vendée, caractérisée par une faible pluviométrie en été et une bonne insolation. 
Pour la période 1971-2000, la température annuelle moyenne est de 11,5 °C, avec une amplitude thermique annuelle de 13,7 °C. Le cumul annuel moyen de précipitations est de 747 mm, avec 12,5 jours de précipitations en janvier et 7,1 jours en juillet. Pour la période 1991-2020, la température moyenne annuelle observée sur la station météorologique de Météo-France la plus proche, sur la commune de Cossé-le-Vivien à 5 km à vol d'oiseau, est de 12,0 °C et le cumul annuel moyen de précipitations est de 796,1 mm,. Pour l'avenir, les paramètres climatiques de la commune estimés pour 2050 selon différents scénarios d'émission de gaz à effet de serre sont consultables sur un site dédié publié par Météo-France en novembre 2022.

## Urbanisme

### Typologie
Au 1er janvier 2024, La Chapelle-Craonnaise est catégorisée commune rurale à habitat dispersé, selon la nouvelle grille communale de densité à sept niveaux définie par l'Insee en 2022.
Elle est située hors unité urbaine. Par ailleurs la commune fait partie de l'aire d'attraction de Laval, dont elle est une commune de la couronne,. Cette aire, qui regroupe 66 communes, est catégorisée dans les aires de 50 000 à moins de 200 000 habitants,.

### Occupation des sols
L'occupation des sols de la commune, telle qu'elle ressort de la base de données européenne d’occupation biophysique des sols Corine Land Cover (CLC), est marquée par l'importance des territoires agricoles (97,3 % en 2018), en diminution par rapport à 1990 (100 %). La répartition détaillée en 2018 est la suivante : 
terres arables (40 %), zones agricoles hétérogènes (39,8 %), prairies (17,4 %), zones urbanisées (2,7 %). L'évolution de l’occupation des sols de la commune et de ses infrastructures peut être observée sur les différentes représentations cartographiques du territoire : la carte de Cassini (XVIIIe siècle), la carte d'état-major (1820-1866) et les cartes ou photos aériennes de l'IGN pour la période actuelle (1950 à aujourd'hui).

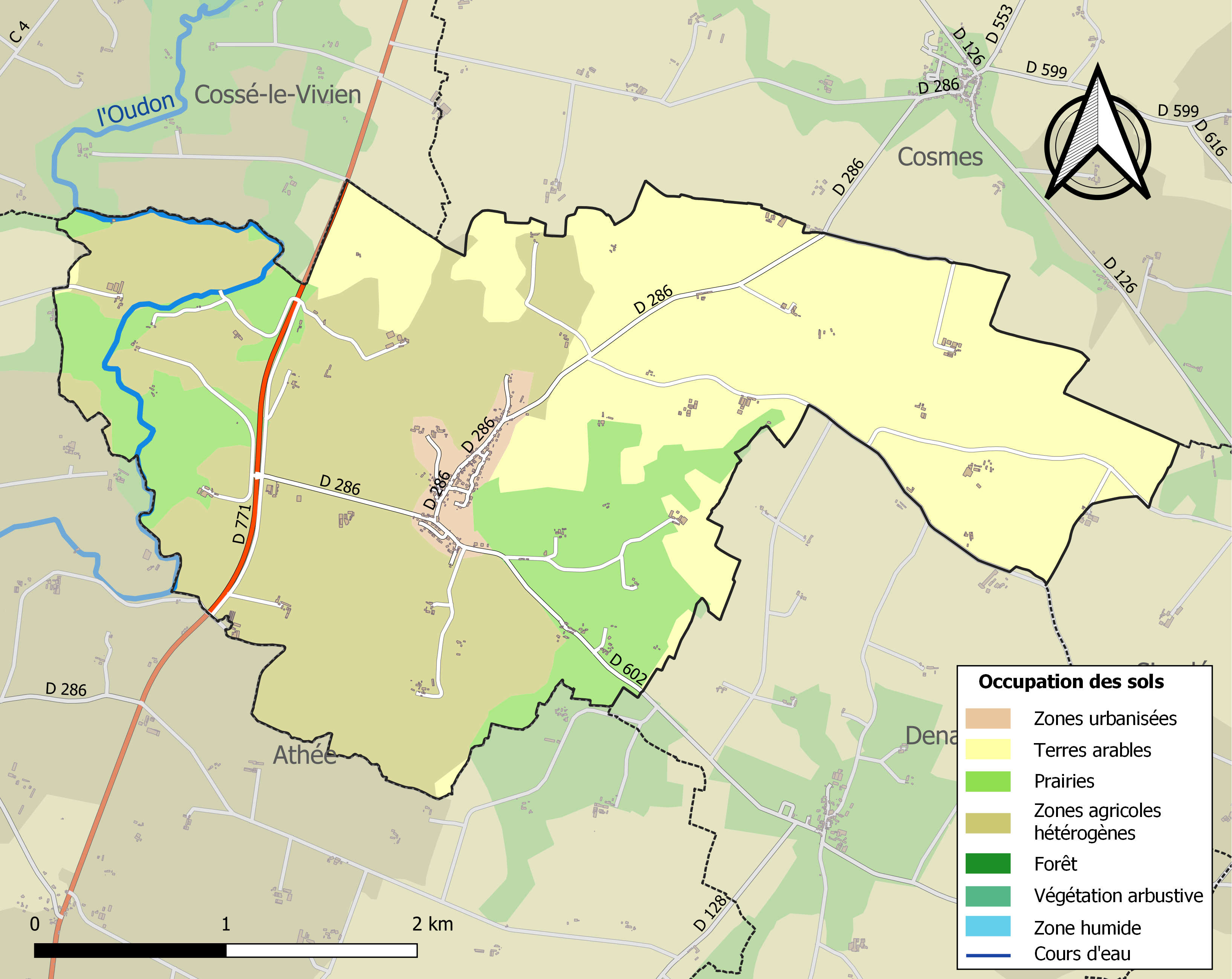
Carte des infrastructures et de l'occupation des sols de la commune en 2018 (CLC).

## Toponymie
Le gentilé est Capello-Craonnais.

## Histoire
Le village faisait partie du fief de la baronnie angevine de Craon, dépendait de la sénéchaussée principale d'Angers et du pays d'élection de Château-Gontier.
Au XIIe siècle, Isambart, seigneur de la Chapelle, prend le nom de ce lieu. Son fils Affricain de la Chapelle, son petit-fils Allemand et son arrière-petit-fils en sont également seigneurs.
Puis au XIIIe siècle, Jeanne de Quatrebarbes porte en mariage à Louis de La Tour-Landry cette seigneurie, unie à La Motte Sorchin. En 1725, Charles de la Corbière en est le possesseur. Un de ses descendants assiste à l'assemblée de la noblesse à Angers en 1789.
Le 15 novembre 1791, les Capello-Craonnais pétitionnent pour conserver leurs prêtres : « La crainte seule de les perdre nous trouble et nous déchrire, et nous regarderions comme les plus malheureux de nos jours celui où ils seraient forcés de se séparer de nous ». Michel Lecomte, chef royaliste du Craonnais, est natif de cette paroisse. Il est fusillé à Craon en janvier 1796.
L'arrivée du chemin de fer en 1888 contribue au développement de la commune.

## Politique et administration

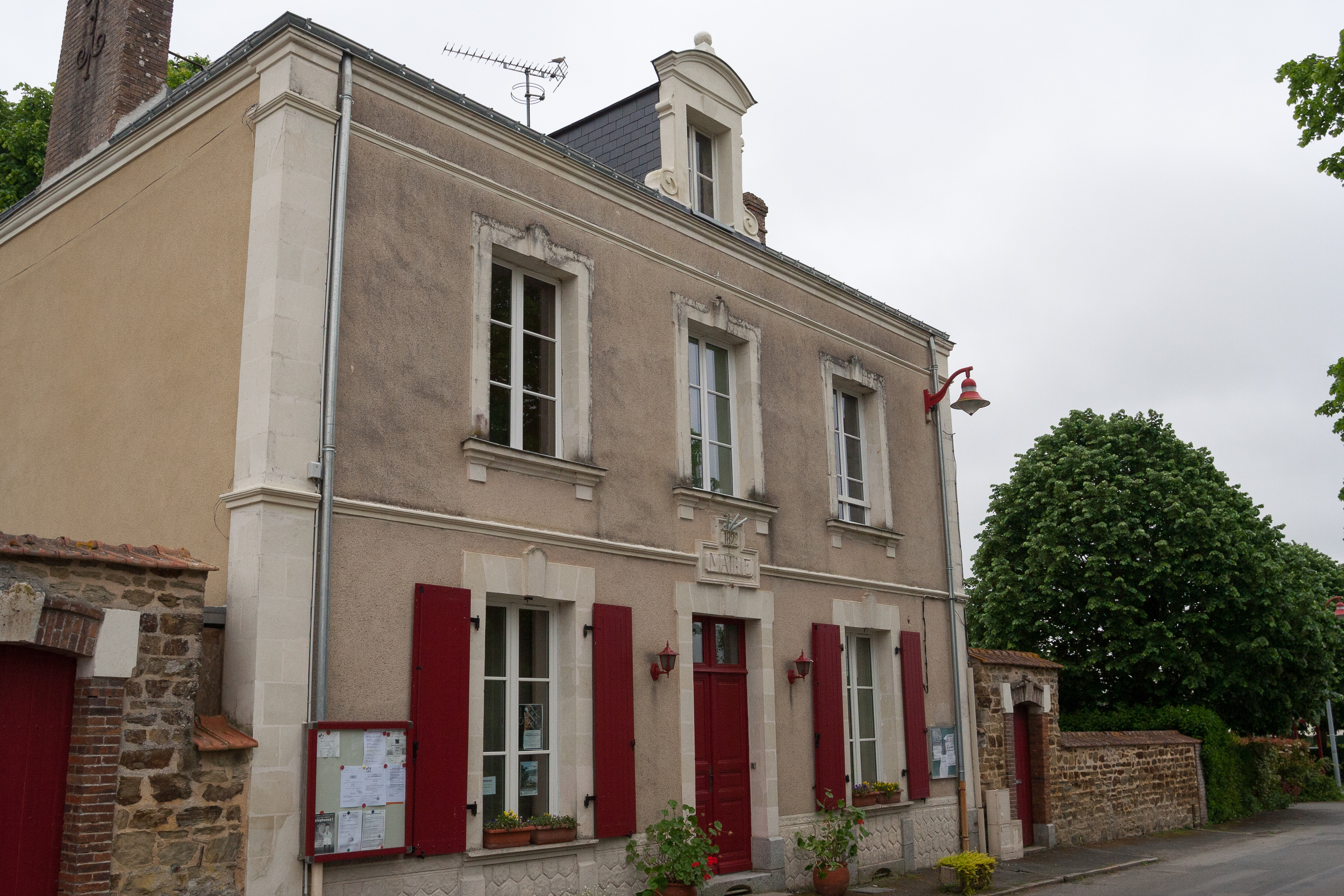
La mairie.

| Période      | Période  | Identité      | Étiquette | Qualité     |
| ------------ | -------- | ------------- | --------- | ----------- |
| 1953         |          | Georges Nion  |           |             |
| avant 1988   | ?        | Albert Gigon  |           |             |
| (avant 2001) | 2008     | Michel Houtin |           | Agriculteur |
| 2008         | En cours | Gérard Lecot  | SE        | Agriculteur |

## Démographie
L'évolution du nombre d'habitants est connue à travers les recensements de la population effectués dans la commune depuis 1793. Pour les communes de moins de 10 000 habitants, une enquête de recensement portant sur toute la population est réalisée tous les cinq ans, les populations de référence des années intermédiaires étant quant à elles estimées par interpolation ou extrapolation. Pour la commune, le premier recensement exhaustif entrant dans le cadre du nouveau dispositif a été réalisé en 2005.
En 2022, la commune comptait 315 habitants, en évolution de −8,96 % par rapport à 2016 (Mayenne : −0,73 %, France hors Mayotte : +2,11 %).
| 1793 | 1800 | 1806 | 1821 | 1831 | 1836 | 1841 | 1846 | 1851 |
| ---- | ---- | ---- | ---- | ---- | ---- | ---- | ---- | ---- |
| 312  | 496  | 623  | 601  | 709  | 644  | 587  | 595  | 567  |

| 1856 | 1861 | 1866 | 1872 | 1876 | 1881 | 1886 | 1891 | 1896 |
| ---- | ---- | ---- | ---- | ---- | ---- | ---- | ---- | ---- |
| 520  | 517  | 522  | 524  | 502  | 477  | 491  | 488  | 488  |

| 1901 | 1906 | 1911 | 1921 | 1926 | 1931 | 1936 | 1946 | 1954 |
| ---- | ---- | ---- | ---- | ---- | ---- | ---- | ---- | ---- |
| 498  | 498  | 460  | 423  | 444  | 462  | 404  | 404  | 394  |

| 1962 | 1968 | 1975 | 1982 | 1990 | 1999 | 2005 | 2006 | 2010 |
| ---- | ---- | ---- | ---- | ---- | ---- | ---- | ---- | ---- |
| 362  | 307  | 299  | 270  | 280  | 266  | 301  | 303  | 325  |

| 2015 | 2020 | 2022 | - | - | - | - | - | - |
| ---- | ---- | ---- | - | - | - | - | - | - |
| 336  | 328  | 315  | - | - | - | - | - | - |

## Culture locale et patrimoine

### Lieux et monuments
- Église Saint-Martin (XIIIe siècle).
- Manoir de Villegran.
- Mausolée des Curés.

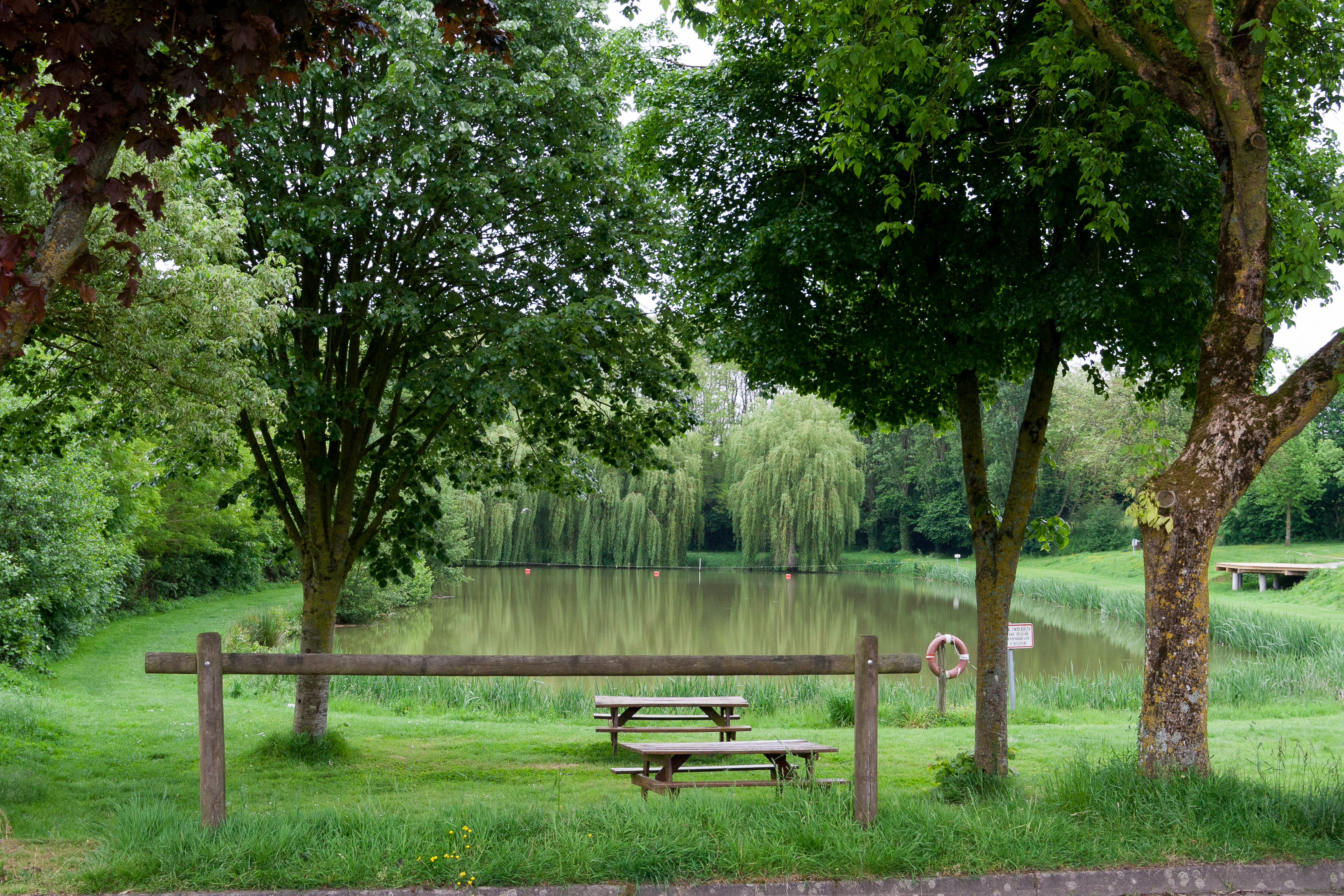
Le plan d'eau communal.

- Chapelle des Sept Douleurs (1862).
- La Chapelle de la Croix adorée (1746).
- Butte féodale la Motte Sorcin.
- Plan d'eau communal.

### Personnalités liées à la commune
- Jean-Baptiste-René Rabeau (1766-1810), missionnaire, vicaire de La Chapelle-Craonnaise.